# Силезийски въстания
Шльонските въстания (на полски: Powstania śląskie) са три въоръжени конфликта на територията на Горни Шльонск (Силезия) през периода 1919 – 1921 г., в които полското население воюва с немското. Въстанията избухват в периода на формиране на Полската държава след края на Първата световна война:
1. I Шльонско въстание – от 16 до 24 август 1919 г.
2. II Шльонско въстание – от 19/20 до 25 август 1920 г.
3. III Шльонско въстание – от 2/3 май (след плебисцита) до 5 юли 1921 г.

## I Шльонско въстание
Първото Шльонско въстание под ръководството на Алфонс Згжебньок (на полски: Alfons Zgrzebniok) избухва спонтанно на 16 август 1919 г. Повод за избухването му стават арестите на шльонските лидери на Полската военна организация (Polska Organizacja Wojskowa) и недоволството на полското население от немския терор и репресии, чиято проява са зверствата в Мисловице.
Въстанието обхваща основно районите около Пшчина и Рибник, както и част от Пшемисловски окръг. Потушено е от германците на 26 август 1919 г. Полското правителство, което в този момент е заето да води военни действия в Полско-болшевишката война, не успява да подкрепи въстанието.
Единствената цел, която въстанието постига, е принуждаването на немските власти да обявят амнистия, но на териториите на плебисцита продължават да властват сеещи терор бойни групировки.

## II Шльонско въстание
Второто въстание, ръководено от Алфонс Згжебньок, е насочено против немското господство в административната власт в Горни Шльонск и цели гарантиране на сигурността на полскоезичното население. Избухва след многобройни терористични актове, организирани от немска страна. Въстанието обхваща цялата територия на Пшемисловски окръг и някои райони около Рибник.
Междусъюзническата комисия нарежда битките да бъдат спрени, но Згжебньок успява да извоюва достъп на поляците във временната администрация, ликвидиране на ненавижданата от поляците немска полиция по сигурността (Sipo) и полско участие в новите организации по сигурността. По този начин целите на въстанието са постигнати, а поляците получават значително по-добри условия за провеждане на кампания преди плебисцита.

## III Шльонско въстание
Третото въстание, ръководено от Войчех Корфанти (на полски: Wojciech Korfanty), има за цел да поправи неблагоприятните за поляците условия, резултат от плебисцита в Горни Шльонск. По силата на Версайския договор, решението към коя държава ще принадлежи Горни Шльонск трябва да бъде взето през 1921 г. от самото население. В плебисцита по-голямата част от населението (59,6%) гласува за Германия. По желание на Полша в гласуването участват и горношльонзаци, живеещи извън границите на Шльонск. Техните гласове изиграват решаваща роля за резултата в полза на Германия.
Третото Шльонско въстание избухва през нощта на 2 срещу 3 май 1921 г. и е най-голямото през XX в. въстание в Шльонск.
През 1922 г. в Женева е подписана конвенция по Шльонския въпрос, според която дадената на Полша територията се увеличава до около ⅓ от спорната територия. От гледна точка на разпределението на промишлените обекти, разположени там, решението е благоприятно за Полша, тъй като получава 50% металургичните предприятия и 76% от въгледобивните мини.

## Присъединяване на Горни Шльонск към Полша
След вземането на решение за подялба на Горни Шльонск, полските политически сили и професионални организации създават Главен народен съвет (на полски: Naczelna Rada Ludowa), ръководен от Юзеф Ример. Начело на аналогичния немски орган – Немски отдел – застава Ханс Лукашек. Започва евакуация на войските на Междусъюзническата комисия. По време на евакуацията немските бойни единици започват неочаквана терористична акция, в резултат на която загива и един френски офицер. На 20 юни полските войски пресичат границата близо до Шопенице и навлизат в Шльонск. Община Катовице преминава под полска власт и Юзеф Ример е назначен за първи войвода на Шльонск. На 16 юли 1922 г. в Катовице е подписан документ, удостоверяващ преминаването на Шльонск към Полската държава.
Същевременно в принадлежащите на Германия територии започват действия срещу тези поляци, които по време на плебисцита са били на полска страна. Забранява им се да говорят на полски език на обществени места, а тези които нарушават забраната биват подлагани на унижения. Полските активисти са бойкотирани, а дейността на полските организации е ограничена.

## Увековечаване
С Решение на сейма на Полската Република VIII мандат от 20 юли 2018 г. 2019 година е обявена за Година на Шльонските въстания.

### Филми
- Nie damy ziemi, skąd nasz ród (Няма да дадем земята, от която е нашият род) – ням филм от 1920 г. Не е запазен до наши дни.
- Przyłączenie Śląska do Polski (Присъединяване на Шльонск към Полша), фрагмент от т.нар. ленти на Скарбек-Малчевски. Най-старата оцеляла до наши дни полска филмова хроника, свързана с Горни Шльонск; със събитията от 1922 г., в това число подписването на акта за присъединяване на Горни Шльонск към Полша.
- Powstańczy apel (Въстаническият апел), реж. Януш Кидава, 1961 г., документален филм в памет на шльонските въстаници.
- Rodzina Milcarków (Семейство Милцарек), реж. Юзеф Вишомирски, 1962 г., сюжетът е създаден по събития от Третото Шльонско въстание.
- Pięciu (Петимата), реж. Павел Коморовски, 1964 г., сюжетната линия има връзка с въстанията в Шльонск.
- Wzgórze Marsa albo powrót powstańca śląskiego (Хълмът на Марс или завръщането на шльонския въстаник), 1968 г., етюд с режисьор Антони Халор.
- Sól ziemi czarnej (Солта на черната земя), реж. Кажимеж Кутц, 1970 г., игрален филм, чието действие се развива по време на Второто Шльонско въстание.
- Karlik Loska i inni (Карлик Лоска и другите), реж. Януш Кидава, 1971 г., документален филм, посветен на въстанията в Шльонск.
- Człowiek z laską, czyli portret człowieka praktycznego (Човекът с бастуна или портрет на практичния човек), реж. Антони Халор, 1978 г., документален биографичен филм за Йежи Жентка, участник във въстанията.
- Słoneczko jasne zza czarnych gór (Ясно слънце, иззад черните планини), реж. Антони Халор, 1979 г., документален филм за срещата на трима полски въстаници на хълма „Св. Анна“.
- Gdy nad Anną gorzało niebo (Зарево в небето над Анна), реж. Влоджимеж Добжински, 1980 г., телевизионен филм посветен на третото въстание.
- Blisko, coraz bliżej (Близо, все по-близо) реж. Збигнев Хмелевски, 1983 г., телевизионен сериал, в 7 – 10 серия се появява въстаническата нишка.
- Kto czuł się Polakiem (Който се чувстваше поляк), реж. Божена Гарус, 1984 г., документален портрет на стар шльонзак, участник във въстанията.
- Magnat (Магнатът), реж. Филип Байон, 1986 г., във филма има препратки към въстанията.
- Batalia o Śląsk (Битката за Шльонск), реж. Лешек Мичка и Марчин Павелчак, игрално-документален филм от 2009 г. (филмът може да бъде видян на страницата на TVP).
- W pogardzie i chwale. Wojciech Korfanty (В презрение и слава. Войчех Корфанти), реж. Александра Фудала и Мачей Музичук, 2009 г., биографичен документален филм за Войчех Корфанти (филмът може да бъде видян на страницата на TVP).
- Mysłowice 1919 (Мисловице 1919), реж. Марек Блаут и Войчех Кубович, документален филм, посветен на причините за избухване на Първото шльонско въстание в Мисловице, 2009 г. Филмът може да бъде видян на интернет страницата на Мисловице.
- Документален сериал със заглавие Tajemnice Śląska (Тайните на Шльонск), реж. Павел Полок, епизод 22 със заглавие: Powstańców nie wiążą wersalskie traktaty (Версайският договор не важи за въстаниците), 2010 г.

### Музика
- Czerwone słoneczko (Червено слънчице) на групата 2 плюс 1
- Puść mnie matko do powstania (Мамо, пусни ме да отида на въстание) в изпълнение на Джем, автор Тадеуш Кийонка
- Opowiedzcie wiatry (Разкажете, ветрове), в изпълнение на Джем
- Śląski Rycerz (Шльонски рицар) на групата Хоритница (Horytnica)
- Powstaniec (Въстаникът) на групата Oberschlesien

### Паметници
- Гробът на незнайния воин във Варшава – надпис на една от паметните плочи след 1990 г.: „POWSTANIE GÓRNOŚLĄSKIE“ („ГОРНОШЛЬОНСКО ВЪСТАНИЕ“),
- Паметник на шльонските въстаници в Катовице (Pomnik Powstańców Śląskich w Katowicach),
- Паметник на ветераните от Шльонските въстания в Ленджини (Pomnik Weteranów Powstań Śląskich w Lędzinach),
- Паметник на шльонските въстаници в Шопенице (Pomnik Powstańca Śląskiego w Szopienicach),
- Паметник на шльонските въстаници в Костухно (Pomnik Powstańców Śląskich w Kostuchnie),
- Паметник на шльонските въстаници в Никишовец (Pomnik Powstańców Śląskich w Nikiszowcu).